# 囲繞地
囲繞地（いにょうち）とは、民法において他の土地に囲まれて公道に通じていない土地（袋地）にとって、その土地を囲んでいる土地をいい、刑法においては柵等で周囲を囲んでいる土地をいう。このように、民法と刑法で意味が全く異なる。

## 民法上の囲繞地
囲繞地の所有者は、袋地所有者の囲繞地通行権の負担を負う。
これは、事実上公道に出入りができなければ土地を利用することができないため、民法210条で袋地の所有者は公道に出るために、囲繞地を通行することができるとされているためである。
なお、2005年の民法現代語化により、「囲繞地」は「その土地を囲んでいる他の土地」などと言い換えられ、明文上は囲繞地の語が削除されたが、これに代わる適切な語句がなく、依然として用いられる。

## 刑法上の囲繞地
住居・建物の建っている囲繞地については、建物そのものに侵入していなくても、刑法130条の住居侵入罪（建造物侵入罪）が成立するとされる。
これは、その部分に侵入されただけで住居・建物利用の平穏が害されたのと同じような侵害があると言えるためである。